# Amphichaeta americana
Amphichaeta americana är en ringmaskart som beskrevs av Chen 1944. Amphichaeta americana ingår i släktet Amphichaeta och familjen glattmaskar. Inga underarter finns listade i Catalogue of Life.